# Vlajka RAF

Vlajka RAF
Poměr stran: 1:2

Vlajku RAF užívá Britské královské letectvo (RAF).
Vlajka je tvořena listem barvy letecké modře o poměru stran 1:2 s kantonem obsahující vlajku Spojeného království – tzv. Union Jack. Ve vlající části se nachází červeno-modro-bílý kruhový terč, který má symbolizovat přesnost střel pilotů RAF.